# Jurčičeva ulica (Maribor)
Jurčičeva ulica (Jurčič-Gasse) ist der Name einer Straße im Stadtbezirk Center von Maribor, Slowenien. Der Name bezieht sich auf den slowenischen Schriftsteller und Journalisten Josip Jurčič (1844 bis 1881).

## Geschichte
Der älteste bekannte Name dieser Straße von 1640 dieser Straße ist Kleine Herrengasse. 
Zu Beginn des 19. Jahrhunderts wurde sie in Postgasse umbenannt. Im Jahr 1910 und noch einmal 1941 wurde die Straße in Edmund-Schmid-Gasse umbenannt, nach Edmund Schmid (1860 bis 1910), dem ersten Direktor der Marburger Staatlichen Prüfanstalt für Landwirtschaft und Chemie. Von 1919 bis 1941 und erneut ab 1945 trug sie den heutigen Namen.

## Lage
Die Straße verbindet die Vetrinjska ulica mit der Gosposka ulica. Sie verläuft südlich der Passage Volkmerjev prehod.